# Center for a Free Cuba
Le Center for a Free Cuba est une organisation basée à Washington. Elle déclare être « Une institution indépendante et non partisane pour promouvoir les droits de l'homme et la transition vers la démocratie et les règles légales sur l'île. 

## Présentation
Fondé en novembre 1997, Le centre rassemble et dissémine des informations à propos de Cuba et des Cubains dans les médias, ONG, et la communauté internationale. Le Centre aide également le peuple de Cuba au travers de ses aides à l'information et de ses programmes humanitaires sur l'île. ».
Il finance Reporters sans frontières (également financé par le (National Endowment for Democracy, ou encore George Soros[citation nécessaire]. 
D'après le Washington Post, en 2008, USAID aurait temporairement suspendu ses finances dans ses programmes pour Cuba pendant une enquête pour des détournements de fonds dans le Center for a Free Cuba The Center's Executive Director reported the embezzlement to USAID and an employee of the Center was subsequently imprisoned for two and half years for stealing from the Center.
Felipe Sixto, un Cubain, a été engagé par le Président George W. Bush comme assistant spécial du président pour les affaires intergouvernementales, ainsi que comme directeur-député du bureau des relations publiques. Sixto  démissionna quelques semaines plus tard, le 20 mars 2008, parce qu'il a été accusé de usage frauduleux de l'argent fournie par l'agence pour le développement international des États-Unis, qui était à destination du Center for a Free Cuba. Sixto aurait endetté l'agence pour des émissions radios et des brèves et conservé 570 000 $US pour ses propres besoins. Il a été condamné à 30 mois de prison. l'argent aurait finalement été remboursée.
En 2014, le National Endowment for Democracy a octroyé 102 000 dollars à l'association.